# Pečatno pismo
Pečatno pismo (篆書, jap. tenshotai, 篆書体 / てんしょたい, kin. 篆書; pinyin: zhuànshū) je logogramsko pismo. Nastalo je u kineskom brončanom dobu, što vremenski odgovara mlađoj polovici 1. tisućljeća prije Krista. Prvi jezik zapisan njime bio je starokineski jezik. Nastao je od pisma na kostima za gatanje (kin.甲骨文), a pečatno pismo razvilose od kineskog pisma u bronci iz dinastije Chou, ničući iz zaraćene države Qina. Qinska inačica pečatnog pisama postala je standardom. Prihvaćena je kao formalna za cijeli Kitaj iz doba dinastije Qin. Još uvijek je u širokoj uporabi u dekoracijskom graviranju i pečatima (štapići s imenima) u dinastiji Hanu. Pečatnim pismo danas nazivamo veliko pečatno pismo (大篆 Dàzhuàn; jap.  daiten; kor. daejeon) i malo pečatno pismo (小篆 Xiǎozhuàn; jap. shōten; kor. sojeon). Potonje se jednostavno naziva pečatno pismo. Veliko pečatno pismo izvorno je bila mlađa referencija dinastije Han ka pisanju qinskog sustava, ali starije od malog pečatnog pisma. Doslovno prevevši kinesko ime 篆書 (zhuànshū), dobili bismo izraz "dekorativno gravirno pismo". Ovo je ime nastalo u vrijeme dinastije Han, no dotad je njegova uloga više spala na obredne napise nego što je bilo u uporabi kao standardizirano pismo.

## Računala
Namjerava se jednog dana enkodirati malo pečatno pismo u Unikod. Unikodne točke od U+34000 do U+368FF (ravnina 3, tercijarna ideografska ravnina) tentativno su alocirana.

## Izabrani znakovi
- znak 六
- znak 山
- znak 天
- znak 雨
- znak 川
- znak 見
- znak 大
- znak 日
- znak 父
- znak 母
- znak 女
- znak 子